# Roman Kuffert
Roman Kuffert (* 1959 in Ost-Berlin) ist ein rechtsextremer deutscher Politiker (AfD). Er ist seit 2024 Mitglied des Landtags Brandenburg.

## Leben
Kuffert wuchs in der DDR auf und besuchte eine polytechnische Oberschule. Von 1976 bis 1978 war er als Instandhaltungsmechaniker tätig. 1979 stand er für einige Woche in Kontakt mit dem Ministerium für Staatssicherheit; diese Zusammenarbeit habe nach Angaben Kufferts zur „Verschleierung einer Fluchtvorbereitung“ gedient. 1980 gelang Kuffert die Flucht nach West-Berlin. Von 1981 bis 1984 war er als Disponent tätig; anschließend war er bis 1989 Flugzeugmechaniker bei Pan American World Airways am Flughafen Berlin-Tegel. Von 1989 bis 2005 war er Projektentwickler. Von 2008 bis zu seinem Einzug in den Landtag 2024 war er zudem als Kurator tätig.
Kuffert ist verheiratet und Vater zweier Töchter.

## Politik
Kuffert ist seit 2015 Mitglied der rechtsextremistischen AfD. Seit 2021 ist er Ortsvorsitzender der AfD Eberswalde. Von 2022 bis 2024 war er Mitglied des Landesvorstandes der AfD Brandenburg. Seit 2024 ist Kreisvorsitzender der AfD im Landkreis Barnim.
Von 2017 bis 2019 war Kuffert sachkundiger Einwohner im Ausschuss für Kultur der Landeshauptstadt Potsdam. 2022 kandidierte er bei der Bürgermeisterwahl in Eberswalde, erhielt jedoch im ersten Wahlgang lediglich 5,5 Prozent der Stimmen. Seit 2024 ist er Mitglied des Kreistags des Landkreises Barnim und der Stadtverordnetenversammlung von Eberswalde.
Bei der Landtagswahl in Brandenburg 2019 kandidierte Kuffert erfolglos im Landtagswahlkreis Barnim I und auf Platz 23 der AfD-Landesliste. Bei der Landtagswahl 2024 zog er schließlich über das Direktmandat im Wahlkreis Barnim I in den Landtag ein.